# M.A.S.S. Builder
M.A.S.S. Builder — предстоящая компьютерная игра в жанре симулятора мехи, разрабатываемая таиландской студией Vermillion Digital и издаваемая Sekai Project.
Игра вышла в раннем доступе 13 сентября 2019 года.

## Игровой процесс
В игре присутствует две системы кастомизации мех, одна из которых влияет в основном только на внешний вид робота, когда как другая только на его характеристики. По словам главы проекта M.A.S.S. Builder, Рафифата Мерасаната, это сделано таким образом, чтобы «игроки ощущали, что это именно их творение спасает мир». Игрок может изменять свою меху при помощи множества разнообразных деталей, которые можно получить из побеждённых противников, а также каждую из них можно покрасить на свой вкус, при этом краски также различаются, например, некоторые из них имеют свечение. Кастомизация присутствует и у оружия. Эти изменения влияют лишь на скорость робота. Игрок может повлиять на другие характеристики мехи при помощи установки другого двигателя или оснащения.
В M.A.S.S. Builder присутствует несколько видов оружия: для ближнего боя, огнестрельное, энергетическое, пусковое и пусковое-энергетическое. Ближнебойное оружие эффективно против малых противников. В игре отсутствует механика блокирования ударов, вместо неё игрок может использовать рывок. Дальнобойное оружие эффективно против больших противников, с его помощью игрок может как свободно целиться, так и закреплять прицел на врагах. Огнестрельное оружие требует ручной перезарядки, энергетическое и пусковое заряжаются самостоятельно, пусковым-энергетическим оружием называется пара дронов, которые сопровождают игрока, атакуя противников.
Враги в игре бывают различных типов, и победа игрока над ними зависит от его способности подстраиваться к их разнообразию.
В M.A.S.S. Builder присутствуют стилизованные под визуальную новеллу диалоги.